# Bruno Nuytten
Bruno Nuytten (28 de agosto de 1945) era director de fotografía, pero, actualmente es director de cine francés.
Camille Claudel, el cual fue uno de sus primeros trabajos como director, le hizo merecedor de un Premio César a la Mejor Película en 1989. La película fue protagonizada por Isabelle Adjani, con quien Nuytten tiene un hijo, Barnabé Saïd-Nuytten. Adjani ganó el Oso de Plata a la mejor interpretación femenina en el Festival Internacional de Cine de Berlín por su papel en la película.
Su segundo trabajo como director, Albert Souffre, también una película muy emocional, estuvo ambientada en tiempos modernos.
Su película de 2000, Passionnément, fue protagonizada por Charlotte Gainsbourg.
Participó como Director de Fotografía en las películas Les Valseuses, Barocco, La meilleure façon de marcher, Las hermanas Brontë, Brubaker, Garde à vue, Possession, Fort Saganne, Tchao Pantin, El manantial de las colinas y Manon des Sources. Por otra parte, ganó el César a la Mejor Fotografía en 1977 y 1984, siendo nominado también en los años 1980, 1982, 1985 y 1987.
Es profesor en la escuela nacional francesa de cine, La Fémis.

## Filmografía

### Como director
- 1988: Camille Claudel
- 1992: Albert Souffre
- 2000: Passionnément
- 2002: Jim, la nuit

### Como director de fotografía
- 1969: L'Espace vital por Patrice Leconte - cortometraje
- 1971: Les Machins de l'existence por Jean-François Dion - cortometraje
- 1971: La Poule de Luc Béraud - cortometraje
- 1972: Tristán e Isolda por Yvan Lagrange
- 1974: Les Valseuses por Bertrand Blier
- 1974: Le Jeu des preuves por Luc Béraud - cortometraje
- 1974: La Femme du Gange por Marguerite Duras
- 1975: India Song de Marguerite Duras
- 1975: Souvenirs d'en France por André Téchiné
- 1976: Les Vécés étaient fermés de l'intérieur por Patrice Leconte
- 1976: La meilleure façon de marcher por Claude Miller
- 1976: L'Assassin musicien por Benoît Jacquot
- 1976: Mon cœur est rouge por Michèle Rosier
- 1976: Barocco por André Téchiné
- 1976: Son nom de Venise dans Calcutta désert por Marguerite Duras
- 1977: Le Camion por Marguerite Duras
- 1977: La Nuit, tous les chats sont gris por Gérard Zingg
- 1978: L'Exercice du pouvoir por Philippe Galland
- 1978: La Tortue sur le dos por Luc Béraud
- 1979: Las hermanas Brontë por André Téchiné
- 1979: Zoo zéro por Alain Fleischer
- 1979: French Postcards por Willard Huyck
- 1980: Brubaker por Stuart Rosenberg
- 1981: Hôtel des Amériques de André Téchiné
- 1981: Garde à vue de Claude Miller
- 1981: Possession de Andrzej Żuławski
- 1981: Un assassin qui passe por Michel Vianey
- 1982: Invitation au voyage por Peter del Monte
- 1983: Tchao pantin por Claude Berri
- 1983: La Pirate por Jacques Doillon
- 1983: La vida es una novela por Alain Resnais
- 1984: Fort Saganne por Alain Corneau
- 1985: Les Enfants por Marguerite Duras
- 1985: Détective por Jean-Luc Godard
- 1986: El manantial de las colinas por Claude Berri
- 1986: Manon des sources por Claude Berri

## Premios y distinciones
Premios Óscar
| Año  | Categoría                          | Película                     | Resultado |
| ---- | ---------------------------------- | ---------------------------- | --------- |
| 1990 | Mejor película de habla no inglesa | La pasión de Camille Claudel | Nominado  |